# Seymouriamorfs
Els seymouriamorfs (Seymouriamorpha) són un clade de tetràpode que van habitar al llarg del període Permià en el que avui és Europa, Nord-amèrica i Àsia. Presentaven grandàries que variaven des de 30 fins a 150 cm, a més d'un desenvolupament larval.

## Taxonomia
- Subordre Seymouriamorpha
  - Família Kotlassiidae
    - Buzulukia
    - Bystrowiana
    - Karpinskiosaurus
    - Kotlassia
    - Família Discosauriscidae
    - Makowskia
    - Discosauriscus
    - Ariekanerpeton

  - Família Seymouriidae
    - Gnorhinosuchus
    - Nyctiboetus
    - Rhinosauriscus
    - Seymouria